# Топталов, Василий Григорьевич
Васи́лий Григо́рьевич Топталов (1909 — 1941) — советский футболист, защитник. Старший брат футболиста Николая Топталова.
В 1936—1939 годах играл за ленинградскую команду «Красная заря»/«Электрик». Выступал в составе сборных команд Ленинграда и СССР. В 1941 году погиб на Ленинградском фронте Великой Отечественной войны.

## Достижения
- Финалист Кубка СССР: 1938